# Карповка (Могилёвская область)
Ка́рповка (бел. Карпаўка) — посёлок в составе Вишовского сельсовета Белыничского района Могилёвской области Белоруссии. Население — 2 человека (2019).
Ранее входила в состав Головчинского сельсовета.

## Географическое положение
Ближайшие населённые пункты: Гнездин, Изобище, Малиновка, Степановка.

## История
Основан в 1920-х переселенцами из соседних деревень. В 1930-х поселенцы вступили в колхоз. В период Великой Отечественной войны с начала июля 1941 года по 29 июня 1944 года оккупирована немецко-фашистскими захватчиками. Два односельчанина погибли на фронте. В 1986 году в составе колхоза имени В.И. Ленина (центр — д. Новосёлки).
Короткая плотная улица застроена деревянными сельскими домами с приусадебными участками.

## Население
| Численность населения (по переписи) | Численность населения (по переписи) |
| 2009                                | 2019                                |
| ----------------------------------- | ----------------------------------- |
| 5                                   | ↘2                                  |